# Чемпионат СССР по вольной борьбе 1966
22-й чемпионат СССР по вольной борьбе проходил в Алма-Ате (наилегчайший, полулёгкий, полусредний и полутяжёлый веса) и Новосибирске (легчайший, лёгкий, средний и тяжёлый веса) с 7 по 9 октября 1966 года. В соревнованиях участвовало 140 борцов.

## Медалисты
| Весовая категория | Золото                                       | Серебро                                       | Бронза                                            |
| ----------------- | -------------------------------------------- | --------------------------------------------- | ------------------------------------------------- |
| Наилегчайший вес  | Заур Шекриладзе «Гантиади» (Тбилиси)         | Юрий Кишиев «Спартак» (Орджоникидзе)          | Сейтжан Абдукаримов «Трудовые Резервы» (Алма-Ата) |
| Легчайший вес     | Али Алиев «Буревестник» (Махачкала)          | Феликс Акоев «Спартак» (Орджоникидзе)         | Павел Малян «Буревестник» (Ереван)                |
| Полулёгкий вес    | Загалав Абдулбеков «Буревестник» (Махачкала) | Шамиль Туганов Вооружённые Силы (Киев)        | Аманжол Бугубаев «Кайрат» (Алма-Ата)              |
| Лёгкий вес        | Зарбег Бериашвили «Спартак» (Тбилиси)        | Юрий Тяньков «Локомотив» (Ленинград)          | Юрий Гусов Вооружённые Силы (Киев)                |
| Полусредний вес   | Гурам Сагарадзе «Динамо» (Тбилиси)           | Юрий Шахмурадов Вооружённые Силы (Махачкала)  | Семен Пинский Вооружённые Силы (Киев)             |
| Средний вес       | Борис Гуревич Вооружённые Силы (Киев)        | Анатолий Албул Вооружённые Силы (Ленинград)   | Андрей Цховребов «Колмеурне» (Тбилиси)            |
| Полутяжёлый вес   | Шота Ломидзе «Динамо» (Тбилиси)              | Владимир Гулюткин «Спартак» (Киев)            | Виктор Груничев «Динамо» (Москва)                 |
| Тяжёлый вес       | Александр Медведь «Буревестник» (Минск)      | Александр Иваницкий Вооружённые Силы (Москва) | Леонид Китов Вооружённые Силы (Минск)             |